# اسپارک نیوزلند

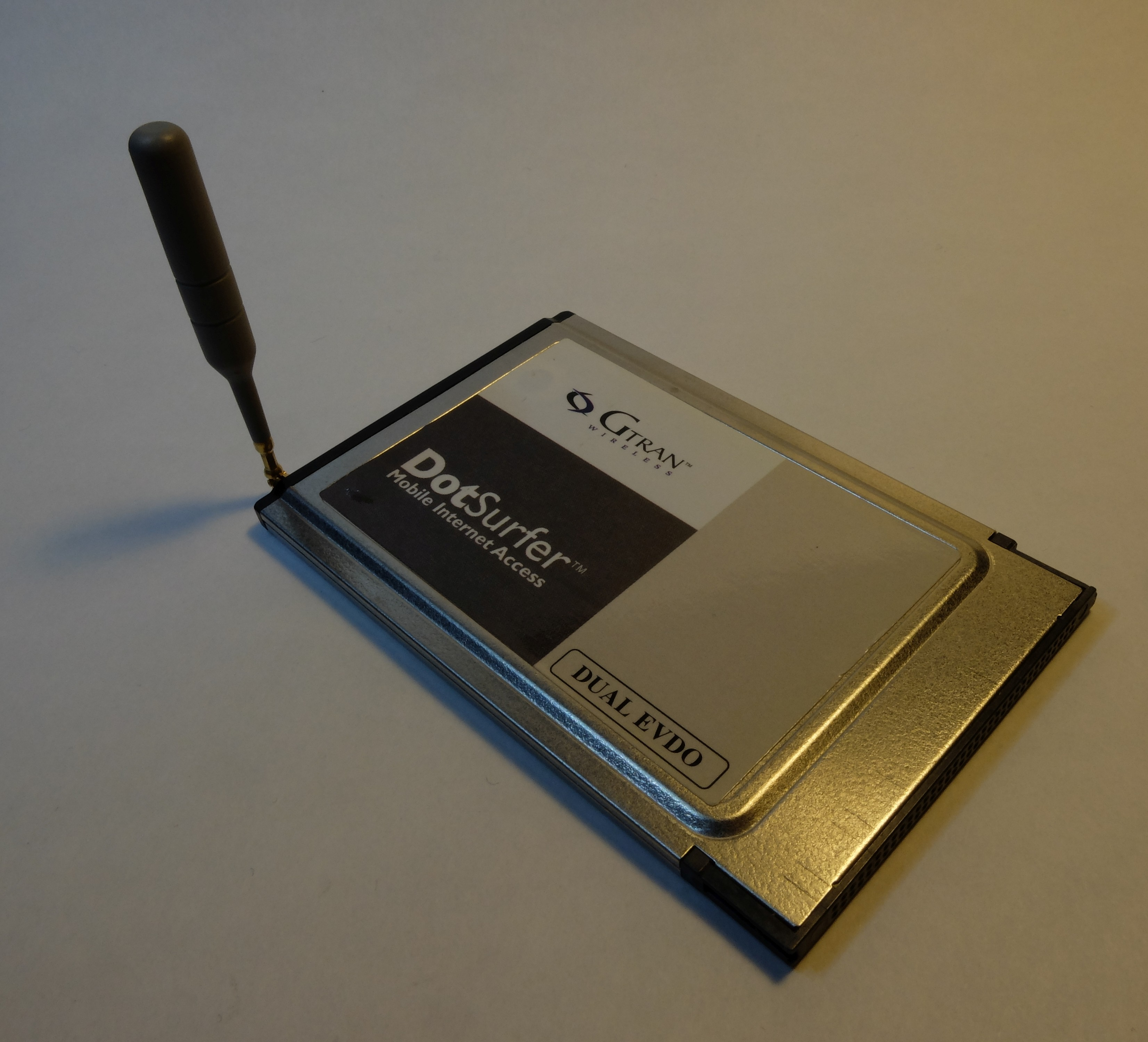
یکی از محصولات شرکت اسپارک نیوزلند

اسپارک نیوزلند (انگلیسی: Spark New Zealand) شرکت مخابرات نیوزیلندی است، که در سال ۱۹۸۷ تأسیس شد.